# Boccia na Letnich Igrzyskach Paraolimpijskich 2000
Boccia była jedną z dziewiętnastu dyscyplin rozgrywanych podczas Letnich Igrzyskach Paraolimpijskich 2000 w Sydney. Rywalizacja toczyła się w pięciu konkurencjach.

## Medaliści

### Konkurencje mieszane
| Konkurencja                     | Złoto                                                    | Srebro                                                        | Brąz                                                              |
| Indywidualnie – BC1 (szczegóły) | Gabriel Shelly                                           | Antonio Cid                                                   | Francisco Beltran                                                 |
| Indywidualnie – BC2 (szczegóły) | Nigel Murray                                             | Lee Jin-woo                                                   | Jesus Fraile                                                      |
| Indywidualnie – BC3 (szczegóły) | José Macedo                                              | Armando Costa                                                 | Paul Gauthier                                                     |
| Drużynowo – BC1/BC2 (szczegóły) | Goo Keun-hoo Kim Hae-ryung Lee Jin-woo Lee Jung-ho (KOR) | Jesus Fraile Alvaro Galan Francisco Beltran Antonio Cid (ESP) | Luis Belchior António Marques Fernando Ferreira Pedro Silva (POR) |
| Pary – BC3 (szczegóły)          | Margaret Grant John Cronin (IRL)                         | Yolanda Martin Santiago Pesquera (ESP)                        | Alison Kabush Paul Gauthier (CAN)                                 |

### Tabela medalowa
| Miejsce | Państwo          | Złoto | Srebro | Brąz | Razem |
| ------- | ---------------- | ----- | ------ | ---- | ----- |
| 1       | Irlandia         | 2     | 0      | 0    | 2     |
| 2       | Portugalia       | 1     | 1      | 1    | 3     |
| 3       | Korea Południowa | 1     | 1      | 0    | 2     |
| 4       | Wielka Brytania  | 1     | 0      | 0    | 1     |
| 5       | Hiszpania        | 0     | 3      | 2    | 2     |
| 6       | Kanada           | 0     | 0      | 2    | 2     |
|         | Razem            | 5     | 5      | 5    | 15    |